# Milena Steinmasslová
Milena Steinmasslová (* 21. března 1955 Praha), vlastním jménem Miloslava Steinmasslová, je česká herečka a lektorka herectví a rétoriky. Momentálně hostuje v několika pražských divadlech – v Divadle v Celetné, Divadle Na zábradlí, v Komorním divadle a Divadle Na Fidlovačce.

## Životopis
Milena Steinmasslová je rozvedená. Z manželství s Romanem Pavlíčkem má dva syny.

## Tvorba
Do prvního filmu Už zase skáču přes kaluže ji Karel Kachyňa obsadil, když byla v deváté třídě základní školy. Po maturitě na Gymnáziu Jana Nerudy si podala přihlášku na DAMU, kam byla přijata. Absolvovala v roce 1978. Již během studia hostovala v Národním divadle. Po absolvování školy nastoupila do Divadla Pod Palmovkou.
V dobrém vzpomíná na natáčení seriálu Ranč U Zelené sedmy, stále se přátelí se svou hereckou kolegyní Ivanou Škarkovou. V roce 1979 hrála v německém televizním seriálu Theodor Chindler scenáristy a režiséra Hanse W. Geißendörfera. 
Stala se první vítězkou soutěžního pořadu Čs. televize Šest ran do klobouku (1981).
V roce 2024 obdržela Českého lva za nejlepší ženský herecký výkon ve vedlejší roli ve filmu Tomáše Mašína Němá tajemství.

## Filmografie (výběr)

### Film
- 1970 Už zase skáču přes kaluže – Adamova sestra
- 1971 Dívka na koštěti –  žákyně čarodějnické školy
- 1971 Tajemství velikého vypravěče – švadlena
- 1973 Láska – Milena
- 1974 Jak utopit dr. Mráčka aneb Konec vodníků v Čechách – Krista
- 1974 Hvězda padá vzhůru – nevěsta
- 1974 Kvočny a Král
- 1976 Malá mořská víla – hispánská princezna
- 1981 Kaňka do pohádky – maminka Vendulky
- 1981 Víkend bez rodičů – Dita
- 1982 Smrt talentovaného ševce (dle románu Václava Erbena z roku 1978) – Olga, průvodkyně na zámku
- 1982 Poslední vlak – Jitka
- 1994 V erbu lvice – Zdislava z Lemberka
- 2003 Das siebte Foto (Česko-německý film)
- 2013 Křídla vánoc
- 2014 My 2
- 2018 Povídky z městského parku
- 2019 Staříci
- 2021 Jako letní sníh (dokudrama a J. A. Komenském)
- 2023 Němá tajemství
- 2024 Život k sežrání

### Televize
- 1976 Muž na radnici (TV seriál) – Bohunka
- 1978 Pracka v láhvi
- 1979 Theodor Chindler (TV seriál NSR) – roleː Friedel
- 1980 Pastýřská pohádka – komorná Bětka
- 1982 Malý pitaval z velkého města (TV seriál – epizody Včelař, Kuchařinka) – Michala Pekařová
- 1985 Pětka s hvězdičkou – Horáková
- 1985 Synové a dcery Jakuba skláře (TV seriál) – Boženka Krupková
- 1986 Pavouk se smaragdovýma očima
- 1986 Malý pitaval z velkého města (TV seriál – epizoda Autorka detektivních povídek) – Lucie (chyba v titulcích)
- 1987 Bratři
- 1989 Území bílých králů (TV seriál) – Filipová
- 1990 Vzpomínka na břehu moře (TV film) – Milča
- 1990 O Radkovi a Mileně – královna Johana
- 1992 Hříchy pro pátera Knoxe (TV seriál – epizoda Podzimní romance) – pomocná režisérka
- 1998 Ranč U Zelené sedmy (TV seriál, ČT) – maminka Eliška Kudrnová
- 1999 O princezně z Rimini
- 2000 Ranč u Zelené sedmy II. (TV seriál, ČT) – maminka Eliška Kudrnová
- 2001 Ta třetí – matka
- 2002 O víle Arnoštce – královna
- 2004 Rodinná pouta (TV seriál, Prima) – Jana Prchalová
- 2005 Ranč u Zelené sedmy III. (TV seriál, ČT) – maminka Eliška Kudrnová
- 2005 Psí kus – Dáša
- 2006 Škola Na Výsluní (TV seriál, ČT) – učitelka Matějková
- 2008 Ordinace v růžové zahradě II (TV seriál, Nova, – 4 epizody) – Lenka
- 2013 Případy 1. oddělení (TV seriál, ČT)
- 2015 Ulice – Věra Marečková
- 2016 Doktor Martin (TV seriál, ČT) – Sandra Kunešová
- 2018 Doktor Martin: Záhada v Beskydech (film, ČT) – Sandra Kunešová
- 2019 Strážmistr Topinka (TV seriál, ČT) – Sandra Kunešová
- 2021 Pan profesor (TV seriál, Nova) – matka
- 2026 Gerta Schnirch (Česko-německý TV film)